# ことばシリーズ
ことばシリーズとは、1974年（昭和49年）から1993年（平成5年）まで文化庁が編集・発行していた日本語の「言葉」についての小冊子のシリーズである。本項目では1994年（平成6年）以降に本シリーズの後継としてはほぼ同じ形態で出版されている「新「ことば」シリーズ」についても説明する。

## 概要
本シリーズは、昭和20年代から昭和40年代にかけて文部省が刊行していた「国語シリーズ」の後継出版物に当たるもので、1972年（昭和47年）6月の国語審議会の建議「国語の教育の振興について」に基づいて「一般に広く関心を持たれている言葉に関する問題を取り上げ，それについて考えたり話し合ったりするきっかけとなり，参考となること」をねらいとしたものである。1974年（昭和49年）のみ1冊、翌年から1994年（平成6年）まで年2冊刊行された。翌1995年（平成7年）からはほぼ同じ形態の出版物が文化庁（2000年（平成12年）より国立国語研究所編集）から新たに「新「ことば」シリーズ」として刊行されている。大蔵省印刷局（現国立印刷局、2007年（平成19年）からはぎょうせい）から出版されており、全国の小・中・高等学校、図書館、公民館などに配布する「無償配布用」と、政府刊行物として政府刊行物サービスセンター・サービスステーション（官報販売所）や一般の書店で市販される「市販用」とが存在するがこの両者は表装などが一部異なるものの内容は全く同じである。市販版は大蔵省印刷局出版物の中では常にベストセラーになっているとされる。
本シリーズの内容は大きく解説編と問答編とに分かれており、解説編は，それぞれのテーマについて，専門家や学識経験者による座談会及び論説と、参考資料からなり、問答編は，「言葉に関する問答集」として日常生活における具体的な言葉の問題について，一問一答の形式で解説したものに必要に応じて参考資料を付したものである。
参考資料には、同音の漢字による書きかえのような国語政策に関する国語審議会の作成資料のほか、当用漢字、常用漢字、外来語の表記や送り仮名の付け方といった内閣告示、公用文作成の要領のような通達などが含まれている。

## 各巻ごとのタイトル等
- 「ことば」シリーズ
  - 昭和48年度
    - 敬語 1974年[2] （「ことば」シリーズ 1）  ISBN 4-17-196151-3

  - 昭和49年度
    - 言葉のしつけ 1975年 （「ことば」シリーズ 2）  ISBN 4-17-196102-5
    - 言葉に関する問答集 1 1975年 （「ことば」シリーズ 3）  ISBN 4-17-196103-3

  - 昭和50年度
    - 外来語 1976年 （「ことば」シリーズ 4）  ISBN
    - 言葉に関する問答集 2 1976年 （「ことば」シリーズ 5）  ISBN 4-17-196005-3

  - 昭和51年度
    - 標準語と方言 1977年6月 - （「ことば」シリーズ 6）  ISBN 4-17-196106-8
    - 言葉に関する問答集 3 1977年9月 - （「ことば」シリーズ 7）  ISBN 4-17-196107-6

  - 昭和52年度
    - 和語・漢語 1978年3月 - （「ことば」シリーズ 8）  ISBN 4-17-196108-4
    - 言葉に関する問答集 4 1978年6月 - （「ことば」シリーズ 9）  ISBN 4-17-196009-6

  - 昭和53年度
    - 日本語の特色 1979年4月 - （「ことば」シリーズ 10）  ISBN 4-17-196110-6
    - 言葉に関する問答集 5 1979年4月 - （「ことば」シリーズ 11）  ISBN 4-17-196111-4

  - 昭和54年度
    - 話し言葉 1980年4月 - （「ことば」シリーズ 12）  ISBN 4-17-196012-6
    - 言葉に関する問答集 6 1980年4月 - （「ことば」シリーズ 13）  ISBN 4-17-196113-0

  - 昭和55年度
    - あいさつと言葉 1981年4月 - （「ことば」シリーズ 14）  ISBN 4-17-196014-2
    - 言葉に関する問答集 7 1981年4月 - （「ことば」シリーズ 15）  ISBN 4-17-196115-7

  - 昭和56年度
    - 漢字  1982年3月 - （「ことば」シリーズ 16）  ISBN 4-17-196116-5
    - 言葉に関する問答集 8 1982年3月 - （「ことば」シリーズ 17）  ISBN 4-17-196117-3

  - 昭和57年度
    - 言葉と音声  1983年3月 - （「ことば」シリーズ 18）  ISBN 4-17-196118-1
    - 言葉に関する問答集 9 1983年3月 - （「ことば」シリーズ 19）  ISBN 4-17-196019-3

  - 昭和58年度
    - 文章の書き方 1984年3月 - （「ことば」シリーズ 20）  ISBN 4-17-196120-3
    - 言葉に関する問答集 10 1984年3月 - （「ことば」シリーズ 21）  ISBN 4-17-196121-1

  - 昭和59年度
    - 話し方 1985年3月 - （「ことば」シリーズ 22）  ISBN 4-17-196122-X
    - 言葉に関する問答集 11 1985年3月 - （「ことば」シリーズ 23）  ISBN 4-17-196123-8

  - 昭和60年度
    - 続敬語 1986年3月 - （「ことば」シリーズ 24）  ISBN
    - 言葉に関する問答集 12 1986年3月 - （「ことば」シリーズ 25）  ISBN

  - 昭和61年度
    - 日本語と外国人 1987年3月 - （「ことば」シリーズ 26）  ISBN 4-17-196026-6
    - 言葉に関する問答集 13 1987年3月 - （「ことば」シリーズ 27）  ISBN 4-17-196027-4

  - 昭和62年度
    - 言葉の変化 1988年3月 - （「ことば」シリーズ 28）  ISBN 4-17-196028-2
    - 言葉に関する問答集 14 1988年3月 - （「ことば」シリーズ 29）  ISBN 4-17-196029-0

  - 昭和63年度
    - 言葉の伝達―コミュニケーション― 1989年4月 - （「ことば」シリーズ 30）  ISBN 4-17-196030-4
    - 言葉に関する問答集 15 1989年4月 - （「ことば」シリーズ 31）  ISBN 4-17-196031-2

  - 平成元年度
    - 言葉遣い 1990年4月 - （「ことば」シリーズ 32）  ISBN 4-17-196132-7
    - 言葉に関する問答集 16 1990年4月 - （「ことば」シリーズ 33）  ISBN 4-17-196133-5

  - 平成2年度
    - 言葉の意味 1991年4月 - （「ことば」シリーズ 34）  ISBN 4-17-196134-3
    - 言葉に関する問答集 17 1991年4月 - （「ことば」シリーズ 35）  ISBN 4-17-196135-1

  - 平成3年度
    - 話し合い 1992年3月 - （「ことば」シリーズ 36）  ISBN 4-17-196136-X
    - 言葉に関する問答集 18 1992年3月 - （「ことば」シリーズ 37）  ISBN 4-17-196137-8

  - 平成4年度
    - 言葉と環境 1993年4月 - （「ことば」シリーズ 38）  ISBN 4-17-196138-6
    - 言葉に関する問答集 19 1993年4月 - （「ことば」シリーズ 39）  ISBN 4-17-196139-4

  - 平成5年度
    - 言葉の教育 1994年4月 - （「ことば」シリーズ 40）  ISBN 4-17-196140-8
    - 言葉に関する問答集 20 1994年4月 - （「ことば」シリーズ 41） ISBN 4-17-196141-6
- 新「ことば」シリーズ[3]
  - 平成6年度
    - 国際化と日本語 1995年3月 - （新「ことば」シリーズ 1）[4] ISBN 4-17-196201-3
    - 言葉に関する問答集 敬語編 1995年3月 - （新「ことば」シリーズ 2）[5] ISBN 4-17-196202-1

  - 平成7年度
    - 日本語教育 1996年4月 - （新「ことば」シリーズ 3）[6] ISBN 4-17-196203-X
    - 言葉に関する問答集 敬語編 2 1996年3月 - （新「ことば」シリーズ 4）[7] ISBN 4-17-196204-8

  - 平成8年度
    - 辞書  1997年3月 - （新「ことば」シリーズ 5）[8] ISBN 4-17-196205-6
    - 言葉に関する問答集 外来語編 1997年3月 - （新「ことば」シリーズ 6）[9] ISBN 4-17-196206-4

  - 平成9年度
    - 文章表現の工夫 1998年4月 - （新「ことば」シリーズ 7）[10] ISBN 4-17-196207-2
    - 言葉に関する問答集 外来語編 2 1998年4月 - （新「ことば」シリーズ 8）[11] ISBN 4-17-196208-0

  - 平成10年度
    - 情報化時代の言語能力 1999年3月 - （新「ことば」シリーズ 9）[12] ISBN 4-17-196209-9
    - 言葉に関する問答集 意味の似た言葉 1999年3月 - （新「ことば」シリーズ 10）[13] ISBN 4-17-196210-2

  - 平成11年度
    - 豊かな言語生活のために 2000年7月 - （新「ことば」シリーズ 11）[14] ISBN 4-17-196211-0
    - 言葉に関する問答集 言葉の使い分け 2000年3月 - （新「ことば」シリーズ 12）[15] ISBN 4-17-196212-9

  - 平成12年度
    - 「ことば」を調べる考える 2001年6月 - （新「ことば」シリーズ 13）[16] ISBN 4-17-196213-7
    - 言葉に関する問答集 よくある「ことば」の質問 2001年6月 - （新「ことば」シリーズ 14）[17] ISBN 4-17-196214-5

  - 平成13年度
    - 日本語を外から眺める 2002年5月 - （新「ことば」シリーズ 15）[18] ISBN 4-17-196215-3

  - 平成14年度
    - ことばの地域差 : 方言は今 2003年3月 - （新「ことば」シリーズ 16）[19] ISBN 4-17-196216-1

  - 平成15年度
    - 言葉の「正しさ」とは何か 2004年3月 - （新「ことば」シリーズ 17）[20] ISBN 4-17-196217-X

  - 平成16年度
    - 伝え合いの言葉 2005年3月 - （新「ことば」シリーズ 18）[21] ISBN 4-17-196218-8

  - 平成17年度
    - 外来語と現代社会 2006年3月 - （新「ことば」シリーズ 19）[22] ISBN 4-17-196219-6

  - 平成18年度
    - 文字と社会 2007年3月 - （新「ことば」シリーズ 20）[23] ISBN 978-4-324-08128-0

  - 平成19年度
    - 私たちと敬語 2008年3月 - （新「ことば」シリーズ 21）[24] ISBN 978-4-324-08352-9

  - 平成20年度
    - 辞書を知る 2009年3月 - （新「ことば」シリーズ 22）[25] ISBN 978-4-324-08649-0